# Vaccinium elvirae
Vaccinium elvirae är en ljungväxtart som beskrevs av J.L. Luteyn. Vaccinium elvirae ingår i Blåbärssläktet, och familjen ljungväxter. Inga underarter finns listade i Catalogue of Life.